# مصطاي كريم
مصطاي كريم ((بالبشكيرية: Мостай Кәрим)، الاسم الحقيقي مصطفى صافي كريموف (بالبشكيرية: Мостафа Сафа улы Кәримов) (20 أكتوبر 1919 إلى 21 سبتمبر 2005)، كان شاعرا وكاتبا وكاتبًا سوفيتيًا من الباشكير. حصل على لقب الشاعر الشعبي لجمهورية الباشكير الاشتراكية السوفيتية المستقلة (1963)، بطل العمل الاشتراكي (1979)، وفاز بجائزة لينين (1984) وجائزة الدولة للاتحاد السوفيتي (1972).

## سيرة شخصية
وُلد كريم في 20 أكتوبر 1919 وفي قرية كلاياشيفو (المعروفة الآن باسم مقاطعة تشيشمينسكي باشكورتوستان) في أسرة فلاحية، من قبيلة البشكيرس العرقية. في عام 1941، تخرج من جامعة ولاية الباشكير، كلية اللغات والأدب. بعد التخرج، التحق بالجيش الأحمر وتم إرساله إلى مدرسة القيادة العسكرية العليا للاتصالات في نوفوتشركاسك. في مايو 1942، أرسل إلى لواء البندقية الآلية 17 كرئيس قسم الاتصالات برتبة ملازم ثان. في أغسطس 1942، قضى كريم حوالي ستة أشهر في المستشفيات للتعافي من الجروح الشديدة. بعد الشفاء، عاد إلى الواجهة كمراسل لصحف الخط الأمامي. أصبح عضوا في الحزب الشيوعي في عام 1944.كان كريم في الجبهة طوال الحرب الوطنية العظمى، وكان مراسلا لصحف الخطوط الأمامية لشرف للوطن الام (Ватан намусы өчен)،والجندي السوفيتي (sugyshchysy المجلس) في التتار.
بدأ كريم الكتابة في منتصف الثلاثينيات. في عام 1938 تم نشر كتابه الأول من قصائد «تحرك المفرزة». والثاني، «أصوات الربيع»، نُشر في عام 1941. بعد ذلك، نشر أكثر من 100 قصيدة ومجموعات نثرية، وأكثر من 10 أعمال درامية.
عضو في المشروع المشترك للاتحاد السوفيتي منذ عام 1940. في الفترة من 1951 إلى 1962، كان موستاي كريم رئيسًا لمجلس إدارة المشروع المشترك لـ BASSR، من 1962 إلى 1984 - سكرتير مجلس إدارة المشروع المشترك لجمهورية روسيا الاتحادية الاشتراكية السوفيتية.
قام كريم بمزج العمل الأدبي المثمر مع النشاط العام متعدد الأطراف: تم انتخابه مندوبًا في مؤتمرات CPSU، في الفترة من 1955 إلى 1980، وكان نائبًا للمجلس الأعلى للنداءات في جمهورية روسيا الاتحادية الاشتراكية السوفيتية من 4 إلى 11، ونائب رئيس هيئة رئاسة المجلس الأعلى لجمهورية روسيا الاتحادية الاشتراكية السوفيتية، ونائب رئيس المجلس الأعلى لجمهورية روسيا الاتحادية الاشتراكية السوفيتية، كان رئيسًا للجنة بشكير للسلام، وعضوًا في لجنة لينين وجوائز الدولة التابعة لمجلس وزراء الاتحاد السوفيتي، وهو عضو في المجلس الرئاسي لجمهورية باشكورستان.
كعضو في اتحاد الكتاب من عام 1940 قام كريم بمزج العمل الأدبي المثمر مع الأنشطة المتعددة الاجتماعية: انتخب مندوبًا في مؤتمر الحزب الشيوعي في الفترة من 1955 إلى 1980 وكان نائبًا لرئيس مجلس السوفيت الأعلى للنداءات في جمهورية روسيا الاتحادية الاشتراكية السوفيتية من 4 إلى 11، ونائب رئيس هيئة رئاسة مجلس السوفيت الأعلى جمهورية روسيا الاتحادية الاشتراكية السوفيتية، نائب رئيس مجلس السوفيت الأعلى لجمهورية روسيا الاتحادية الاشتراكية السوفيتية العليا السوفيتية BASSR، ولسنوات عديدة كان رئيسا للجنة السلام الباشكير، وهو عضو في لجنة لينين وجوائز الدولة لمجلس وزراء الاتحاد السوفيتي، عضو المجلس الرئاسي لجمهورية باشكورستان. توفي بعد إصابته بنوبة قلبية في 21 سبتمبر 2005 في عيادة القلب الجمهورية في أوفا. تم دفنه في مقبرة محمدان في أوفا.

## أشهر الأعمال
مجموعات من الشعر والقصائد، «الماء الأسود»، «العودة»، «أوروبا وآسيا»، «وقت العب» «البلد أجول»، «اغتصاب الفتاة»، «في ليلة الكسوف القمري»، «سالافات» سبعة أحلام من خلال الواقع "،" لا تترك النار، بروميثيوس! «رواية» فرحة منزلنا، «تافه»، «العفو»، «طفولة طويلة، طويلة». أعمال كريم ترجمت إلى عشرات اللغات، لروسيا والعالم. حكاية «طويل، طويل الطفولة» (فيلم) تم إنتاجه في عام 2004 للمنتج بولات يوسوبوف.

## جوائز
1. بطل العمل الاشتراكي (1979) [7]
2. وسام "للخدمات من أجل الوطن الأم» الدرجة الثانية (9 نوفمبر 2004) - للمساهمة البارزة في تطوير الأدب الروسي وسنوات عديدة من النشاط الإبداعي
3. وسام "للخدمات من أجل الوطن الأب» الدرجة الثالثة (28 أبريل 1995) - للحصول على خدمات للدولة، والتقدم المحرز في العمل، والعلوم، والثقافة، والفن، ومساهمة كبيرة في تعزيز الصداقة والتعاون بين الشعوب
4. وسامي لينين (1967، 1979)
5. وسام الحرب الوطنية الأولى (1985) [7]
6. وسام الحرب الوطنية الثانية (1945) [7]
7. وسام الراية الحمراء للعمل (1955، 1962) [7]
8. وسام الصداقة بين الشعوب (1984) [7]
9. وسام النجم الأحمر (1944) [7]
10. وسام وسام الشرف (1949) [7]
11. فنان شرف في جمهورية روسيا الاتحادية الاشتراكية السوفيتية (1982) [7]
12. الشاعر الوطني BASSR (1963) [7]
13. أكاديمي فخري في أكاديمية العلوم في باشكورستان (1992)
14. جائزة لينين (1984) - عن المأساة، «لا تترك النار، بروميثيوس»، ولرواية «الطويلة، الطفولة الطويلة»
15. جائزة الدولة في اتحاد الجمهوريات الاشتراكية السوفيتية (1972) - لجمع قصائد «سنوات vosled» (1971)
16. جائزة الدولة في جمهورية روسيا الاتحادية الاشتراكية السوفيتية Stanislavsky (1967) - عن مسرحية «ليلة الكسوف القمري»، التي نظمت في مسرح باشكير للدراما الذي سمي على اسم مايت غافوري
17. جائزة الجمهوريين سلافات يولاييف (1967) - للمجلد الأول من «الأعمال المختارة»
18. الجائزة الدولية ماشولوخوف في الأدب والفن (1999)
19. دبلوم فخري، جائزة هانز كريستيان أندرسن (1978) - لكتاب «في انتظار الأخبار»

## التراث الأدبي
- مصطاى كريم. الوقت هو حصان مجنح. - دار النشر «سوفريمينيك»، موسكو، 1972. تداول 25000 نسخة. مصطاى كريم. الرأفة: حكاية. - M.: ازفستيا، 1989.- 304p. تداول 100000 نسخة. مصطاى كريم. طفولة طويلة وطويلة: حكاية. - م: الناشر «سوفريمينيك»، 1977. (Novel-newspaper، No. 4 (866)، 1979. Circulation 2,495,000 نسخة. أترتار. أنا المجلد الأول: شيير هو. - الناشر: كتاب، 2009.-- 512 قطعة. ISBN 978-5-295-04903-3 (t. I) أترتار. المجلد الثاني: شيرير، شيري تيرشمير. - الناشر: كتاب، 2011.-- 416 بت. ISBN 978-5-295-05408-2 (المجلد الثاني)[8] أترتار. المجلد الثالث: بيزالار، ليبريتو. - الناشر: كتاب، 2012.-- 608 بت. ISBN 978-5-295-05627-7 (المجلد الثالث)[8] أترتار. المجلد الرابع: مسرحية، سردية، hik хyәlәr، әkiәtttәr. - الناشر: كتاب، 2013.-- 506 بت.

## النصب التذكارية
- أعطي اسم كريم إلى مسرح الشباب الوطني لجمهورية باشكورستان (أوفا) وشارع في أوفا.
- الشوارع في موسكو [9]، أوفا، ألماتي [10]، قازان [11]، وأيضًا في العديد من مستوطنات باشكورتوستان سميت باسم موستاي كريم: بيرسك، المدينة نفتكامسك، المدينة يانول، جوكوفو، كلاياشيفو، تشيشمي، د. شاموني [12]

- المدرسة الثانوية رقم 158 سميت أيضًا باسم كريم.[13] وضعت لوحة تذكارية على شرف كريم في المبنى الذي عاش فيه.[14] في موسكو، تم الانتهاء من صب نصب لكريم في البرونز. ستكون موجودة في أوفا، أمام دار النقابات العمالية. إنه ليس مجرد نصب تذكاري، ولكنه يتضمن أيضًا قصة تعرض شخصيات من أعمال الكاتب. ارتفاع النصب هو 6 متر. سيتم صب جزء من النصب بشكل منفصل، وسيتم تجميعه ولحامه في أوفا.[15][16]

- صالة الباشكير للألعاب الرياضية رقم 158 تحمل اسم مصطاي كريم [17]
- في المنزل في شارع إنجلز في أوفا، حيث عاش مصطاي كريم من 1999 إلى 2005، تم تركيب لوحة تذكارية.[18]
- في 10 أكتوبر 2013 في أوفا، أمام دار النقابات العمالية، تم الكشف عن نصب تذكاري لمصطاي كريم.[19] يبلغ ارتفاع النصب 6 أمتار، ويبلغ الطول 15.[20][21] المصمم أكاديمي من الأكاديمية الروسية للفنون، فنان الشعب في الاتحاد الروسي أندريه كوفالتشوك.
- في عام 1990، في وسط منطقة حي ميتشيلنسكي، قرية بولشيوستينكينسكوي، تم تثبيت تمثال نصفي لمصطاي كريم أمام مكتبة المقاطعة المركزية.[22]
- أُنشئت منحة مصطاي كريم السنوية للطلاب الموهوبين في كلية الفلسفة بجامعة ولاية الباشكير.[23]
- في خريف عام 2017، استلمت إحدى طائرات الركاب سوخوي سوبرجت 100 لشركة طيران إيروفلوت اسم الشاعر الوطني لجمهورية الباشكير ذاتية الحكم الاشتراكية السوفيتية مصطاي كريم [24]، في 5 مايو 2019، تم إحراق الطائرة أثناء الهبوط في مطار شيريميتيفو.[25]
- في 20 أكتوبر 2017، تم تركيب لوحة تذكارية على واجهة المبنى الرئيسي لجامعة ولاية باشكير في أوفا، حيث درس مصطاي كريم. المصمم هو أكاديمي من الأكاديمية الروسية للفنون، فنان الشعب في الاتحاد الروسي أندريه كوفالتشوك.[26]
- في 20 أكتوبر 2017، تم افتتاح ورشة مصطاي كريم للإبداع - مركز لدراسة اللغة والأدب الباشكيرية في جامعة ولاية باشكير في أوفا.[27][28]
- في جمهورية قباردينو - بلقاريان، على التلال القوقازية الرئيسية، في مضيق شيجيم، سميت ذروة على ارتفاع 3555 متر على اسم الشاعر الشعبي لجمهورية بشكير الاشتراكية السوفيتية المستقلة مصطاي كريم [29] (2018).
- حصل اسم «مصطاي كريم» على أحدث سفينة سياحية لشركة Vodokhod - السفينة ذات الأربعة طوابق لمشروع PV300، الذي تم بناؤه في نيجني نوفغورود في مصنع كراسنوي سورموفو وتم إطلاقه في 11 سبتمبر 2019.[30][31]
- في 15 أيار (مايو) 2019، تم إرسال طابع بريدي تكريماً للذكرى المائة لمصطاي كريم. أقيم حفل إنتاج الطابع البريدي في وقت واحد في موسكو وفي أوفا.[32][33]
- في 31 مايو 2019، تم تسمية مصطاي كريم في مطار أوفا الدولي.[34]
- في 5 سبتمبر 2019، أصدر بنك روسيا عملة فضية تذكارية مخصصة للذكرى المائة لمصطاي كريم. تداول العملة هو 3 آلاف قطعة، والقيمة الاسمية هي 2 روبل.[35]
- في 19 أيلول (سبتمبر) 2019، تم عرض الفيلم الروائي الطويل " Sister"، المستند على قصة مصطاي كريم القصيرة "فرحة وطننا" [36][37] على نطاق واسع. موزع الفيلم هو والت ديزني.[38]
- 12 أكتوبر 2019 في موسكو، العرض الأول للفيلم الوثائقي «مصطاي» لشركة السينما "Workshop" للمخرج Saida Medvedeva.[39] في 19 أكتوبر، عرض الفيلم لأول مرة في أوفا.[40]
- في 18 أكتوبر 2019، في أوفا، تم عرض فيلم «فرقة تاغانوك» على أساس قصة مصطاي كريم «تاغانوك».[41]
- 18 أكتوبر 2019 في جامعة ولاية الباشكير التربوية سميت باسم م. افتتح أكملس جمهورًا شخصيًا لمصطاي كريم [42] وتمثال نصفي للشاعر.[43]
- في 19 أكتوبر 2019، كجزء من الاحتفال بالذكرى المائة لميلاد مصطاي كريم، تم افتتاح اللوحات التذكارية لجوزيف كوبزون وأندريه ديمنتييف في مسرح الشباب الوطني لجمهورية باشكورتوستان الذي سمي باسم مصطاي كريم.[44]

- في 20 أكتوبر 2019، كجزء من الاحتفال بالذكرى المئوية لميلاد مصطاي كريم في وطن الشاعر الصغير - في قرية كلاياشيفو، مقاطعة تشيشمينسكي في جمهورية باشكورستان - تم افتتاح بيت الثقافة وزُرعت الأشجار المنقوشة في فناء مدرسة موستا كريم.[45][46]

## روابط خارجية
- كريموف مصطفى صافي | Vipufa.ru - مشاهير اوفا
- "Мустай Карим". web.archive.org. 12 يناير 2010. مؤرشف من الأصل في 2010-01-12. اطلع عليه بتاريخ 2019-12-04.{{استشهاد ويب}}:  صيانة الاستشهاد: BOT: original URL status unknown (link)
- موقع مخصص لموستاي كريم
- "КАРИМ Мустай". web.archive.org. 23 أكتوبر 2013. مؤرشف من الأصل في 2013-10-23. اطلع عليه بتاريخ 2019-12-04.
- فيديو كليب: أغنية أغنية "مرغمة من قصة" طويلة، طفولة طويلة على يوتيوب